# Barry's Tea
Pour les articles homonymes, voir Barry.
Barry's Tea est une entreprise irlandaise du secteur du thé.

## Histoire
L'entreprise est fondée en 1901 par James J. Barry à Cork. En 1934, son fils Anthony Barry reçoit la Empire Cup pour son blend, récompense venant couronner le savoir-faire de la maison en matière de commerce et de préparation de thé noir.
Jusqu'à la fin des années 1950, le thé Barry est vendu dans la boutique de Prince's Street à Cork. Mais la réputation des thés Barry grandissant, l'entreprise développe ses activités de commerce de gros et sa politique de distribution. En 1960, Peter Barry, fils d'Anthony, se lance dans le commerce de gros, et commence à s'approvisionner en thés provenant d'Afrique de l'Est. Les blends mis au point à partir de ces essences nouvelles reçoivent un accueil très favorable, et ces mélanges deviennent la marque de fabrique de Barry’s Tea. On reconnaît[Qui ?] aux blends Barry's des qualités de fraîcheur en bouche, de goût et de couleur dorée dans la tasse.
Par le seul bouche-à-oreille, la réputation de Barry's croît tout au long des années 1970 et au milieu des années 1980, les thés Barry's sont parmi les thés préférés des Irlandais. Selon le site internet de la marque, Barry's représenterait 38 % des ventes de thé en Irlande, ce qui représenterait 85 millions d'euros de chiffre d'affaires. Depuis les années 2010, Barry's s'exporte au Royaume-Uni, en Espagne, dans certaines provinces canadiennes, en Australie, en France et aux États-Unis.

## Produits
Les blends de Barry's sont structurés principalement autour de thés en provenance du Kenya et du Rwanda ; leurs arômes approchent les assams.

## Réputation
De nos jours, les thés Barry's ont deux images singulièrement opposées ; d'une part, ils font figure de thé populaire en Irlande, et d'autre part, ces thés se trouvent dans les boutiques chics au Royaume-Uni.
Pour le côté populaire, il est à noter que les thés Barry's font partie des produits manquant le plus aux expatriés irlandais. Il est en concurrence avec le Dublinois Lyons Tea. Au sens large, il s'agit en 2015 de la marque la plus aimée des Irlandais, selon Love Irish Food, avec 78 % d'opinions favorables, devançant Cadbury et Tayto,.
Pour le côté chic, il est possible de citer parmi les célébrités vantant les qualités des thés Barry's Martin Clunes (en), Colin Farrell et John Travolta, ou encore l'actrice Saoirse Ronan.